# Robot (Frondienst im Königreich Böhmen)

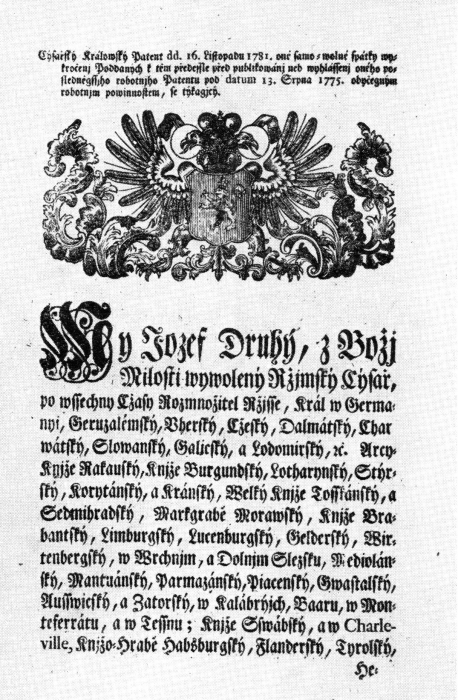
Patent über die Aufhebung der Leibeigenschaft in den böhmischen Ländern 1781

Robot (die/der, Plural: Robote; vom slawischen robota – Arbeit) ist die übliche Bezeichnung für die Frondienste im Zeitalter des Feudalismus, die die Erbuntertanen ihren Grundherren/Herrschaften im Königreich Böhmen, in der Markgrafschaft Mähren und nach den Schlesischen Kriegen im Herzogtum Schlesien  – der dem Haus Habsburg verbliebenen Rest (Österreichisch-) Schlesiens – leisten mussten.

## Erbuntertänigkeit und Leibeigenschaft
Grundherren waren der seit dem Jahre 1524 in diesen Ländern der böhmischen Krone herrschende Regent des Hauses Habsburg – im Allgemeinen der regierende Kaiser des Heiligen Römischen Reiches Deutscher Nation – (in seinen Domänen) sowie die in der Landtafel eingetragenen Stände, also der weltliche und geistliche Adel, die landbesitzenden Stifte und Klöster und die königlichen Städte (in ihren Dominien/Herrschaften).
Erbuntertanen waren mit Ausnahme ganz weniger „Freibauern“ und der in den auf diesen Herrschaften gelegenen Städten und Märkten lebenden Bürger, die lediglich deren „Schutzuntertanen“ gewesen sind und daher auch keinen Robot zu leisten hatten, alle übrigen inländischen Bewohner dieser Territorien. Sofern sie einen eigenen Hausstand/Herd hatten, waren also alle Bauern, Häusler (Chalupper), Inleute (Mieter) und Ausnehmer (im Altenteil lebende Eltern des Bauern/Häuslers) robotpflichtig. Unerheblich war, ob diese Bauern und „befeldete“ Häusler Rustikalgrund (Bauerngrund) oder Dominikalgrund (Herrschaftsgrund) bewirtschaftet haben. Selbst „unbefeldete“ Häusler waren hierzu verpflichtet. Bauern bis herab zum „Viertelbauern“ hatten „Spannrobot“ mit einem Pferd oder Ochsen oder zwei- bis vierspännig zu leisten. Maßgeblich war dafür in Böhmen seit den Jahren 1653/54 der im Steuerkataster (Berní rula) eingetragene Schätzbetrag, wie er zunächst für die für Rustikalgrund seither zu zahlende Ordinärkontribution (-steuer) bestimmend gewesen ist. Bei einem Gespann – zumindest zwei Zugtieren – musste mit dem Gespannlenker auch noch ein Zaumführer gestellt werden; zudem das für die jeweilige Arbeit erforderliche Gerät – Wagen oder Pflug.
Wer Spannrobot zu leisten hatte, sah sich angesichts der ihm abverlangten Unzahl von solchen Robottagen gezwungen, die für den Spanndienst erforderlichen Zugtiere zusätzlich zu den für die in seinem Hof anfallenden Arbeiten benötigten Pferde/Ochsen und Dienstboten vorzuhalten, was alleine schon den Ertrag des Bauern bedeutend gemindert hat. Kleinstbauern (Achtelbauern) und alle übrigen Robotpflichtigen hatten (lediglich) „Fuß- oder Handrobot“ zu leisten. Da sie gezwungen waren, ihren und ihrer Familie Lebensunterhalt als Handwerker oder als Tagelöhner bei Bauern zu verdienen und sie auch nichts von ihrem Grundherren als Lohn für ihre Arbeit bekamen, ging  ihnen viel Zeit für Lohnarbeit ab, was wiederum zur Folge hatte, dass sie allenfalls ihr Existenzminimum  sichern konnten.

## Rechtliche Stellung
Sowohl personen- wie sachenrechtlich war der Erbuntertan im Verhältnis zum Grundherren sehr stark beschränkt. Im Gegensatz zum Sklaven, etwa im Rom der Antike, hatte aber der Erbuntertan im Zeitalter des Feudalismus eigene Rechtspersönlichkeit und auch Prozessfähigkeit. Da er für seinen Grundherren der allein für ihn geborene Landarbeiter gewesen ist, versuchte der Grundherr sich diese Arbeitskraft zu sichern und ihn auf seiner Scholle zu halten (Schollenpflicht). Er durfte daher nur mit Genehmigung seines Grundherren vorübergehend dessen Herrschaftsgebiet verlassen, um etwa andernorts Arbeit aufzunehmen (Wanderkonsens). Wollte er gar auf Dauer wegziehen, musste er um seine Entlassung aus der Untertänigkeit ansuchen (Entlassbrief), was ihn 5 bis 10 Prozent seines Vermögens kostete.
Neben diesen Beschränkungen seiner Freizügigkeit bedurfte er für das Eingehen eines Lehrverhältnisses bei einem Handwerksmeister oder die Eheschließung der vorherigen Genehmigung durch die Herrschaft (Handwerks- bzw. Heiratskonsens). Auch hierfür war eine „Taxe“ zu entrichten. Außerdem unterlag er etlichen Kontrahierungszwängen, wie dem Mühlenzwang, der ihm gebot, sein Getreide nur in einer von der Herrschaft bestimmten und von ihr verpachteten Mühle mahlen zu lassen und hierfür – selbstredend – mehr zu zahlen als in einer anderen Mühle, weiterhin nur Bier aus dem herrschaftlichen Bräuhaus zu trinken (Schankzwang) oder Getreide nur an seine Herrschaft gegen niedrigeres Entgelt zu verkaufen und Saatgetreide wiederum nur im herrschaftlichen Getreidespeicher für einen erhöhten Preis zu kaufen (Getreidemonopol). Die Dorfgemeinde wiederum war gehalten, vorgeschriebene Mengen Bier aus besagtem Brauhaus abzunehmen oder vor Feiertagen, an denen hier und da bei der Dorfbevölkerung Fleischspeisen auf den Tisch kamen, Fleisch von häufig bedenklicher Qualität aus einem herrschaftlichen Meierhof zu erstehen. Da die Herrschaft das Monopol hatte, erzielte sie einen höheren Preis, als er etwa in den schutzuntertänigen Städten und Märkten zu zahlen gewesen war. Umgekehrt wiederum mussten Handwerker für die Herrschaft billiger arbeiten als Handwerker aus diesen Orten.
Personenrechtlich war der Untertan gleichwohl kein Sklave oder Leibeigener. In einigen Dominien, wo ein despotisches Herrschaftsregiment zu beobachten war, so etwa in der Herrschaft Dobříš des Fürsten Mansfeld, unterschied sich der geknechtete und bis aufs Blut ausgebeutete Untertan aber kaum noch von einem römischen Sklaven, weshalb sehr spät sogar in amtlichen Dokumenten der Begriff „Leibeigenschaft“ für die Beschreibung der rechtlichen Stellung des Untertanen Einzug nahm.
Sachenrechtlich war die Stellung des Bauern oder Häuslers beherrscht von der bedrückenden Last seiner Grunddienstbarkeiten, die ihm sein Herr abverlangte. Soweit er Dominikalbauer war, war er lediglich Pächter und das Pachtverhältnis mit dem Grundherren endete spätestens mit seinem Tod. Seinen Hof konnte er mithin nicht vererben. Gleichwohl war es zumindest in den letzten Jahrzehnten der Erbuntertänigkeit und erst recht danach üblich, dass mit einem der Kinder nach dem Tod eines Dominikalbauern ein Folgepachtvertrag geschlossen werden konnte. Grundsätzlich waren diese Pachtverträge auf einige Jahre befristet. Anfangs wechselten sich häufig Pächter ab. Immerhin hatten sie Rechtssicherheit für die Dauer des Vertrages.
Die Frage, ob der Rustikalbauer gleichfalls nur Pächter (Erbzinspächter) und damit auch nur Besitzer des von ihm bewirtschafteten Bodens gewesen ist oder ob er Eigentümer allein oder gemeinsam mit seinem Herren gewesen ist, lässt sich nur beantworten, wenn sich klar beantworten lässt, wie seine rechtliche Beziehung zu diesem Boden gewesen ist, bevor er im Feudalismus immer mehr Recht eingebüßt hat. Schriftlich wurde sein besseres „altes Recht“, auf das sich der Bauer immer bei seiner Verteidigung gegen Herrschaftswillkür bezogen hat, ebenso wenig fixiert wie das „alte Recht und Herkommen“ mit genau gegenteiligem Inhalt, auf welches sich die Stände wiederum berufen haben, wenn sie staatliches Eingreifen zum Wohle des ausgebeuteten Untertanen abgewehrt haben. Rechtshistoriker, die diese Beantwortung versuchen, sprechen angesichts dieser Unklarheit von „geteiltem Eigentum“ oder von einem „Obereigentum“ des Grundherren.
Tatsache jedenfalls ist, dass schon zum Ende des 16. Jahrhunderts dieses Eigentum so verteilt gewesen ist, dass der vom Robot schon damals arg bedrückte Bauer seinen Hof immerhin noch vererben konnte. In der Zeit der ärgsten Auswüchse des Feudalismus war das zumindest in einer Vielzahl von Dominien aber nicht mehr sicher. Der „uneingekaufte“ Bauer konnte nämlich jederzeit „abgestiftet“, also vom Hof vertrieben werden. Der „eingekaufte“ Bauer, der sein ihm einstmals genommenes Eigentum wieder gekauft hatte, konnte wenigstens nicht willkürlich abgestiftet werden und konnte seinen Hof verkaufen oder vererben. Nur „eingekauft“ waren die wenigsten Bauern, weil ihnen entweder das Geld für diesen Kauf fehlte oder sie sich dadurch keine Verbesserung ihrer Stellung versprachen.

## Geschichte

### Abgabenlast im 17. Jahrhundert
Zum zeitlichen Hintergrund gehören die Pestepidemie 1679 in Wien, die militärische Bedrohung aus dem Gebiet von Ungarn durch den Kuruzen-Aufstand 1678–1682 und die Expansion des Osmanischen Reichs, mit dem zwar seit 1662 ein Friedensvertrag auf 20 Jahre bis 1682 bestand, dessen Verlängerung aber nicht gesichert war (was letztlich zur Zweiten Wiener Türkenbelagerung 1683 führte). Dazu kamen die Unsicherheiten aus der Politik Ludwig XIV. von Frankreich.
Erst als der Staat, der Kaiser im fernen Wien, den Bauern und die anderen Untertanen als Steuerzahler und als „Rekrut“ (Soldat) in sein Gesichtsfeld bekam, begann er zu erkennen, in welchen miserablen Verhältnissen seine Untertanen lebten und in welcher schlechten körperlichen Verfassung jene unter ihnen waren, die er für seine Kriege gegen die Türken brauchte. Mit dem ersten Steuerkataster der Jahre 1653/54 sollte die Bemessungsgrundlage für die Ordinärkontribution (33 ⅓%), die für alles Rustikalland fortan zu zahlen war, geschaffen werden. Die – niedrigere – Extraordinärsteuer (29 %), die in Ausnahmefällen wie Kriegszustand zu zahlen war, oblag den Ständen für ihr zudem im Ausmaß viel zu gering angesetztes Dominikalland. Damit Rustikalgrund nicht Dominikalgrund werde und so aus der Ordinärkontribution falle, sollte der Grundherr nach „Abstiften“ eines seiner Rustikalbauern und Einzug des bislang von ihm bewirtschafteten Grundes nunmehr selbst die auf diesem Grund lastende Steuerpflicht erfüllen. Im Nebeneffekt zumindest sollte besagtes Abstiften und der Einzug von Bauernland unterbunden werden. Da der Grundherr aber untere Verwaltungsbehörde und insbesondere auch Steuereinzieher war, stiftete er auch weiterhin ab, vergrößerte sein Herrenland und bürdete diese Steuer den verbliebenen Rustikalbauern auf, mit der Folge, dass die gesteigerte Abgabenlast sie noch mehr bedrückte.
Diese Last und die gleichzeitige Steigerung der Robote – mehr Herrenland benötigte auch mehr Arbeiter und Robotarbeit kostete den Herren nichts – ließen 1680 die geknechteten Bauern wieder einmal und abermals ohne bleibenden Erfolg rebellieren. Das war Anlass für das erste Robotpatent des Kaisers, mit dem dieser Dienst auf drei Tage in einer Woche begrenzt und die Fronarbeit an Sonn- und Feiertagen unterbunden werden sollte. Da Sanktionen im  Übertretungsfalle nicht vorgesehen waren und der Kaiser nur an ihr christliches Gewissen und ihre Pflicht gegenüber ihren Untertanen appellierte, setzten sich die Obrigkeiten über dieses Patent hinweg und ließen ihre Untertanen mitunter an jedem Wochentag auch weiterhin auf ihren Gütern zur Arbeit antreten und stifteten sie weiterhin nach Belieben ab.

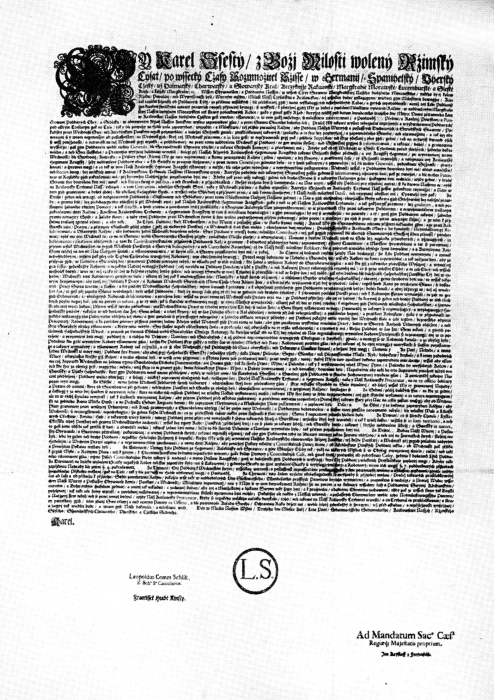
Robotpatent von 1717

Ebenso wenig Erfolg hatten die nach weiteren Bauernunruhen in den Jahren 1713, 1717 und 1738 erlassenen Robotpatente, die abermals keine Sanktionen vorgesehen haben und wiederum nur an Gewissen und Pflichtgefühl der Obrigkeiten appellierten.

### Reformen
Erste Schritte für Regelungen der Robotverpflichtungen gab es bereits im 17. Jahrhundert. 1679 wurde der Tractatus de iuribus incorporalibus erlassen, der aber vorerst nur für Österreich unter der Enns (Niederösterreich), das südliche Nachbarland Böhmens, galt. Ein Jahr später wurde nach Bauernunruhen von Kaiser Leopold I. in Pardubitz das Robotpatent 1680 erlassen wurde. Es folgte das Robotpatent von 1717. Auf diesen Patenten beruhte das Robotpatent 1738 von Kaiser Karl VI. Diese Anordnungen hatten wenig Erfolg. Umfangreichere Reformen setzten erst unter Kaiserin Maria Theresia ein, nachdem sie nach ihren Niederlagen in den Schlesischen Kriegen schmerzhaft das Fehlen einer zentralen staatlichen Verwaltung und die Folgen einer mangelhaften  Einziehung und Weitergabe der Steuern zur Kenntnis nehmen musste. Deshalb schuf sie Zentralbehörden für das gesamte Reich in Wien und insbesondere auch eigene Steuerbehörden, die nunmehr die Steuern selbst einzogen und an die Zentrale abführten. Sie war offen für  Reformen zum Wohle der ländlichen Untertanen und ging mit gutem Beispiel voran, indem sie in ihren Domänen die Leibeigenschaft aufhob und ihre Bauern vom Robot befreite und neue Bauernstellen dort schuf. Ab 1774 wurden diese (auch als Raabisation bezeichneten) Reformen nach Initiativen von Franz Anton von Raab durchgeführt. Sie schreckte allerdings davor zurück, die Stände herauszufordern und ihnen durch Gesetz das zu nehmen, was diese als ihr Recht und ihre Privilegien für sich beanspruchten.
Ihr Sohn und Nachfolger Joseph II., der schon zu ihrer Lebenszeit Mitregent gewesen ist, war ein entschiedener Anhänger der Aufklärung und der aufkommenden Naturrechtsschule. Nicht was Recht ist, vielmehr was Recht sein soll, war für seine Reformen bestimmend. Die Ausbeutung der Bauern durch ihre Obrigkeiten konnte für ihn daher nicht Recht sein, zumal für ihn eine leistungsfähige staatliche Wirtschaft einen kräftigen Bauernstand als Grundvoraussetzung hatte – Bauernland in Bauernhand. Er erkannte zwar die Notwendigkeit, gleichzeitig mit der Leibeigenschaft auch die Erbuntertänigkeit und die an ihr „klebenden“ Grunddienste – ohne Entschädigungszahlungen der Untertanen, die finanziell ehedem dazu nicht in der Lage waren – aufzuheben, schreckte aber vor dieser „Revolution von oben“ zurück. Selbst fragwürdiges Eigentumsrecht an Bauerngrund musste er beachten.
Kurz nach seinem Amtsantritt als Mitregent kam es 1769 in Österreichisch-Schlesien zu Bauernunruhen, 1770 löste eine Missernte in weiten Teilen Böhmens eine große Hungersnot aus, der besonders 1771 viele Menschen zum Opfer fielen. Bereits 1768 hatte Ernst Baron von Unwerth in einer Denkschrift unhaltbare Zustände, vor allem in der Mansfeldischen Herrschaft Dobříš angeprangert. Die daraufhin veranlasste kreisamtliche Untersuchung bestätigte in ihrem Abschlussbericht im Jahre 1770: Beispielloses Bauernschinden, Steuerübervorteilung (Überbürden der infolge Bauernlegens von der Herrschaft zu zahlenden Ordinärkontribution auf die verbliebenen Rustikalbauern), Wucher bei Darlehensgewährung und Verkauf von Saatgetreide, Monopolisierung des Getreidehandels, Nichtzahlung der „patentmäßigen Entgelte“ bei Fernfahrten „seit mehr als 30 Jahren“ und gar Einsatz der robotpflichtigen Untertanen in den herrschaftlichen Bergwerken und Eisenhämmern. In Schlesien kam es daher zunächst zur Urbarisierung – einer schriftlichen Erfassung der von einem Hausstand zu erbringenden Dienste in angemessenem Umfang – und am 6. Juli 1771 zu dem für diesen Landesteil geltenden (Robot-)Hauptpatent. So wurden beispielsweise die Handrobote (nahezu) halbiert: für einen Inmann/Mieter von 24 auf 13 Tage im Jahr, für den unbefeldeten Häusler von 52 auf 26 Tage im Jahr und für den befeldeten Häusler von 104 auf 52 Tage im Jahr.
Nach langem Hin und Her von Gutachten und Gegengutachten und Stellungnahmen der Zentral- und Landesbehörden und der besonders aufgebrachten Stände und einem Scheitern einer Urbarisierung der Grunddienstbarkeiten für Böhmen erließ der Kaiser dann schließlich für Böhmen und Mähren sein Robotpatent vom 13. August 1775. Spannrobot war  nur noch von Bauern zu leisten, die im Jahre 1773 mehr als 9 Gulden und 30 Kreuzer Kontribution zu zahlen hatten. Alle bisherigen Spannpflichtigen hatten nur noch Handrobot zu leisten, was umgehend zur Folge hatte, dass zahlreiche Zugtiere abgeschafft und an ihrer Stelle Kühe gehalten wurden.
Mit dem Patent vom 1. November 1781 wurde schließlich in allen drei böhmischen Ländern die „Leibeigenschaft aufgehoben“ und an deren Stelle eine „gemäßigte Untertänigkeit nach dem Muster der österreichischen Erbländer“ eingeführt. So wurde der erwachsene Untertan  rechtlich voll geschäftsfähig und war nicht mehr von den verschiedenen Konsensen seiner Obrigkeit abhängig. Für die Jugendlichen, die ab dem vollendeten vierzehnten Lebensjahr bislang zum drei- bis sechsjährigen unbezahlten „Hofdienst“ bei ihrer Herrschaft, zudem bei mitunter miserabler Ernährung und Unterkunft, herangezogen wurden, entfiel gleichzeitig diese verhasste Zwangsarbeit. Appelle des Kaisers, ihren Untertanen durch großzügiges Entgegenkommen, den „Einkauf“ ihrer Höfe und mithin den Erwerb des (alleinigen) Eigentums zu ermöglichen, stießen bei den Ständen auf kein Gehör; den Bauern fehlte zum einen das hierfür erforderliche Geld, zum anderen wollten sie lieber auf eine Regelung wie in den Domänen des Kaisers warten, wo der Bauer nichts zu zahlen hatte.
Angesichts dieser Passivität der Stände machte sich der Kaiser ab dem Jahre 1785 (Patent vom 20. April 1785) an eine Steuer- und Urbarialregelung, ohne auf die Stände zu hören, die ehedem zu einem Entgegenkommen und einer Entlastung ihrer Untertanen nicht bereit gewesen sind. Ausgehend davon, dass einem Bauern 70 % des Bruttoertrages seiner Landwirtschaft verbleiben müssten, 13 % an Steuer für den Staat und Abgaben an die Gemeinde und die Kirche abzuführen seien, verblieben höchstens 17 % für Leistungen an die Obrigkeit. Diese Leistungen sollten fortan nicht mehr durch Robot, vielmehr durch Zahlung des Geldwertes erfolgen. Allerdings sollte der Bauer für eine vorher mit dem Grundherren zu vereinbarende Zeit zwischen Geldzahlung oder nunmehr freiwilliger Arbeitsleistung wählen können. Zudem sollten alle, Bauern wie Stände gleichermaßen, zur Ordinärkontribution herangezogen werden. In den folgenden vier Jahren wurden in Urbarien genau die von den Untertanen geschuldeten Dienste erfasst und deren Geldwert errechnet. Mit einer Übergangsfrist von einem Jahr sollte die Regelung am 1. November 1790 in Kraft treten.

### Umkehr und Stillstand der Reformen
Der Tod des Kaisers im Februar 1790 und die Tatsache, dass sein Nachfolger Leopold II. den Ständen entgegenkommen wollte, verhinderten den  Abschluss der Reformschritte Josef II., die dieser so weit gegangen war, als sie zu seiner Zeit überhaupt gangbar gewesen sind. Mit dem Patent für Böhmen vom 9. Mai 1790 und bereits vorher erlassenen für die anderen Kronländer wurden die rechtlichen Änderungen Josef II. ab dem 20. April 1785 fast vollständig zurückgenommen. Es wurde aber den Ständen und den Bauern die Möglichkeit eingeräumt, Vereinbarungen auf freiwilliger Basis zu treffen, dass die Bauern statt der Robote für Jahre eine Geldleistung erbringen können. Die staatlichen Behörden sollten allerdings darüber wachen, dass – nach Wegfall der Urbarien als Maßstab – die Bauern nicht übervorteilt würden. Die Stände hatten zuvor ihre Bereitschaft bekundet,  Vorschläge für die Errechnung dieser Geldbeträge zu unterbreiten. Darauf wurde im Patent ausdrücklich verwiesen. Diese Vorschläge blieben aber aus. Leopold II. erinnerte die Stände zwar an ihre Zusage und forderte diese Vorschläge noch vor seinem Tod ein. Die Stände entgegneten aber damit, es doch bei dem Patent vom 9. Mai 1790 zu belassen. Es blieb mithin bei der Rechtslage, wie sie durch das Robotpatent vom 13. August 1775 geschaffen worden war.
Unter seinem Nachfolger Franz II. kam der Reformprozess zum völligen Erliegen. Zwar erging am 1. September 1798 noch ein Gesetz zur Ablösung dieser Grunddienstbarkeiten. An der Rechtslage änderte sich aber nichts, weil es nur wiederholte, dass diese von den Betroffenen – Ständen und Bauern – auszuhandeln seien und keiner dazu gezwungen werden könne. In den folgenden Jahren mit kriegerischen Auseinandersetzungen und dann lähmender Untätigkeit tat sich bis zu Unruhen in Galizien im Jahre 1846 im Reformprozess nichts. Die dortigen Bauern verweigerten den Robot, was wiederum die Reichsregierung im fernen Wien aus ihrer Lethargie wach rüttelte, weil auch in den übrigen Provinzen die Stände unruhig geworden waren. So überreichten im Juni 1846 109 Adelige eine „Bittschrift“ mit dem  Vorschlag, dass die Gemeinden die Robotdienste ablösen sollten und es so zu einer „Auflösung des gutsherrlich-bäuerlichen Verhältnisses“ kommen könne.  Auch das Hofkanzleidekret vom 18. Dezember 1846 verwies abermals nur auf die Möglichkeit freiwilligen Übereinkommens, so des „Zins- und Bareinkaufes“.

### Endgültige Aufhebung
So musste es zur Märzrevolution des Jahres 1848 und zur Konstituierung des aus ihr hervorgegangenen Reichstages am 22. Juli 1848 kommen, in welchem der jüngste Abgeordnete, Hans Kudlich, ein Bauernsohn aus Österreichisch-Schlesien als ersten Antrag einbrachte, „die hohe Reichsversammlung möge erklären: von nun an ist das Unterthänigkeitsverhältnis samt aller daraus entsprungenen Rechten und Pflichten aufgehoben; vorbehaltlich der Bestimmungen, ob und wie eine Entschädigung zu leisten sei“. Letzteres war auch hier das Problem. Nach langen Debatten im Parlament unterzeichnete darauf Kaiser Ferdinand I. das Patent vom 7. September 1848 (Grundentlastungspatent), mit welchem Untertänigkeit und auch das schutzobrigkeitliche Verhältnis aufgehoben worden sind und geregelt worden ist, dass sowohl Rustikal- wie auch Dominikalgrund „zu entlasten“ sei und weiterhin „alle aus dem Untertänigkeitsverhältnis entspringenden, dem untertänigen Grund anklebenden Lasten, Dienstbarkeiten und Giebigkeiten jeder Art … aufhören“. Geregelt wurde zudem, welche Rechte der bisherigen Herrschaften entschädigt werden sollen. Dabei blieb es auch nach der Niederschlagung der Revolution.
Für den Erwerb des Grund und Bodens mussten die bisher untertänigen Bauern erhebliche Geldbeträge (in bar oder als Rente) an die vorherigen Grundherren zahlen. Sie konnten ihre Höfe für ein Drittel des Schätzwerts käuflich erwerben. Ein weiteres Drittel zahlte der Staat an die Grundherren, die ihrerseits auf das letzte Drittel verzichten mussten.
Aufgrund des erforderlichen Geldaufwandes verschuldeten sich viele Bauern, und es kam zu neuer Abhängigkeit, diesmal von den Geldgebern. Andere konnten die Ablöse für die Befreiung von der Grundherrschaft nicht entrichten. Manche von diesen zogen deshalb in die Städte und verdienten sich fortan ihren Unterhalt mit Lohnarbeit. Erst weitere gesetzliche Bestimmungen beseitigten 1867 endgültig alle Erbpacht- und erbzinsrechtlichen Verhältnisse.